# Carter County, Missouri
Carter County är ett administrativt område i delstaten Missouri, USA, med 6 265 invånare. Den administrativa huvudorten (county seat) är Van Buren. 

## Geografi
Enligt United States Census Bureau så har countyt en total area på 1 318 km². 1 315 km² av den arean är land och 4 km² är vatten. 

### Angränsande countyn
- Reynolds County - nord
- Wayne County - nordost
- Butler County - sydost
- Ripley County - syd
- Oregon County - sydväst
- Shannon County - väst